# La Loi d'Hérode
 (avril 2024).
La mise en forme du texte ne suit pas les recommandations de Wikipédia : il faut le « wikifier ».
Les points d'amélioration suivants sont les cas les plus fréquents. Le détail des points à revoir est peut-être précisé sur la page de discussion.
- Les titres sont pré-formatés par le logiciel. Ils ne sont ni en capitales, ni en gras.
- Le texte ne doit pas être écrit en capitales (les noms de famille non plus), ni en gras, ni en italique, ni en « petit »…
- Le gras n'est utilisé que pour surligner le titre de l'article dans l'introduction, une seule fois.
- L'italique est rarement utilisé : mots en langue étrangère, titres d'œuvres, noms de bateaux, etc.
- Les citations ne sont pas en italique mais en corps de texte normal. Elles sont entourées par des guillemets français : « et ».
- Les listes à puces sont à éviter, des paragraphes rédigés étant largement préférés. Les tableaux sont à réserver à la présentation de données structurées (résultats, etc.).
- Les appels de note de bas de page (petits chiffres en exposant, introduits par l'outil «  Source ») sont à placer entre la fin de phrase et le point final[comme ça].
- Les liens internes (vers d'autres articles de Wikipédia) sont à choisir avec parcimonie. Créez des liens vers des articles approfondissant le sujet. Les termes génériques sans rapport avec le sujet sont à éviter, ainsi que les répétitions de liens vers un même terme.
- Les liens externes sont à placer uniquement dans une section « Liens externes », à la fin de l'article. Ces liens sont à choisir avec parcimonie suivant les règles définies. Si un lien sert de source à l'article, son insertion dans le texte est à faire par les notes de bas de page.
- La présentation des références doit suivre les conventions bibliographiques. Il est recommandé d'utiliser les modèles {{Ouvrage}}, {{Chapitre}}, {{Article}}, {{Lien web}} et/ou {{Bibliographie}}. Le mode d'édition visuel peut mettre en forme automatiquement les références.
- Insérer une infobox (cadre d'informations à droite) n'est pas obligatoire pour parachever la mise en page.

Pour une aide détaillée, merci de consulter Aide:Wikification.
Si vous pensez que ces points ont été résolus, vous pouvez retirer ce bandeau et améliorer la mise en forme d'un autre article.
Pour plus de détails, voir Fiche technique et Distribution.
La Loi d'Hérode est un film mexicain sorti en 1999 et réalisé par Luis Estrada. Il s'agit d'une comédie satirique sur la corruption politique en Mexique, spécifiquement pendant les mandats effectués par le Parti Révolutionnaire Institutionnel (PRI) dans le pays. Le rôle principal est joué par Damián Alcázar, Pedro Armendáriz Jr., Isela Vega et Salvador Sánchez.
L'intrigue se déroule en 1949, durant le mandat du président Miguel Alemán Valdés ; cependant, comme le film a été tourné et diffusé au cours de la dernière décennie durant laquelle le PRI gouvernait avant sa première défaite aux élections nationales, l'intrigue est davantage une critique des mandats de six ans de Carlos Salinas de Gortari et d'Ernesto Zedillo.
Le long-métrage a gagné onze prix Ariel, parmi lesquels, celui du meilleur film, de la meilleure réalisation, du meilleur acteur (pour Alcázar) et de la meilleure distribution (pour Armendáriz Jr.). La loi d'Hérode est le premier film de la tétralogie, non officielle, qu'a réalisé Luis Estrada avec la volonté de critiquer le gouvernement mexicain, à travers les films Un monde merveilleux, L'enfer, La dictature parfaite et Qu'il habite le Mexique!.

## Synopsis
En 1949, pendant le mandat de six ans du président Miguel Alemán, le maire corrompu de San Pedro de los Saguaros est lynché et décapité par les indigènes qui y vivent. C'est la période des élections, et le gouverneur ne veut pas voir sa position menacée par un scandale politique. Il ordonne donc à son secrétaire gouvernemental, López, de nommer un nouveau maire pour San Pedro. López décide que le meilleur choix est Juan Vargas, un membre simplet, inoffensif et loyal au parti qui ne sera certainement pas aussi corrompu que son prédécesseur.

## Distribution
- Damián Alcázar : Juan Vargas
- Pedro Armendáriz Jr. : Fidel López
- Isela Vega : Mme Lupe
- Salvador Sánchez : Carlos Pek
- Leticia Huijara : Gloria de Vargas
- Manuel Ojeda : Monsieur Matías
- Ernesto Gómez Cruz : le Gouverneur Sánchez
- Eduardo López Rouges : Dr Uriel Morales
- Delia Casanova : Rosa de Morales
- Guillermo Gil : le père Pérez
- Alex Cox : Robert Smith
- Juan Carlos Colombo : Ramírez
- Evangelina Fade : Perla
- José Manuel Poncelis : Filemón
- Jorge Zárate : Tiburón (le "Requin")
- Maya Zapata : Chencha
- Jesús Ochoa : Jesús Canales.
- Eugenia Lañero : Mme Canales

## Réception

### Critique
Le film n'a pas été bien vu par les autorités chargées de la diffusion du film au Mexique, car, lorsqu'il a dû être soumis au filtre de la censure, ils vivaient encore sous le mandat du PRI, et une année électorale approchait, l'année 2000. Cependant, la forte pression exercée par le public - désireux de voir un film à contenu politique sans censure - et par plusieurs médias imprimés qui ont osé dénoncer le blocage dont il faisait l'objet, ont finalement réussi à le faire projeter en pleine campagne électorale.
Il peut être considéré aussi bien que comme un des grands films mexicains des derniers quarante ans, non seulement par sa qualité, son ton ironique et piquant, mais aussi pour avoir influencé beaucoup de votants à destituer du pouvoir ce parti hégémonique, dépeint par le film dans son ensemble, avec tous ses vices, défauts et contradictions. Ce qui capte réellement l'attention, c'est la capacité de synthèse qui la rend élégante, et qui donc reflète fidèlement le style de «priista» de gouverner, les relations internes au pouvoir dans le parti, ses règles pour mener à terme la succession des gouverneurs, son lien avec l'Église, avec les opposants politiques, et avec les États-Unis, et de comment, moyennant autoritarisme et corruption, le PRI, le gouvernement, l'État et ses institutions, sont arrivés à se convertir en une seule et même chose. Tout avec la finalité de se consolider ne seulement au sommet du système politique mexicain, mais de le constituer entièrement.
Ce filme occupe la 51e place dans la liste des 100 meilleurs films mexicains, selon l'opinion de 27 critiques et spécialistes du cinéma au Mexique, publiée par le portail Secteur Cinéma en juin de 2020.

## Prix reçus
- Le film a été nommé à 14 prix Ariel, et a remporté :

1. Meilleur acteur
2. Meilleur acteur à l'écran
3. Meilleurs déguisements
4. Meilleurs coiffures
5. Meilleur réalisateur
6. Meilleur maquillage
7. Meilleur mise en scène
8. Meilleure scénario original
9. Meilleur second rôle⇔ masculin
10. Meilleur second rôle⇔ féminin
11. L'Ariel Doré

- Les Ariels d'argent que le film n'a pas remporté :
  1. Meilleur second rôle⇔ masculin pour Salvador Sánchez.
  2. Meilleur acteur à l'écran pour Martín Camacho.
  3. Meilleur réalisateur pour Luis Estrada.
  4. Mieux musique composée pour cinéma pour Santiago Ojeda.